# 김현민 (농구 선수)
김현민(1987년 6월 10일 ~ )은 한국 프로 농구 부산KT 소속 농구 선수이다. 2011년 KBL 드래프트에서 전체 7순위로 부산 KT 소닉붐에 지명되었다.